# جون د. فاي
جون د. فاي (بالإنجليزية: John D. Fay)‏ هو مهندس مدني ومهندس أمريكي، ولد في 20 أبريل 1815، وتوفي في 6 يونيو 1895.